# 16952 Peteschultz
16952 Peteschultz este un asteroid din centura principală de asteroizi.

## Descriere
16952 Peteschultz este un asteroid din centura principală de asteroizi. A fost descoperit pe 22 mai 1998 la Stația Anderson Mesa în cadrul programului LONEOS. Asteroidul prezintă o orbită caracterizată de o semiaxă mare de 3,10 ua, o excentricitate de 0,08 și o înclinație de 4,1° în raport cu ecliptica.